# إدارة تشينانديجا
إدارة تشينانديجا (بالإنجليزية: Chinandega Department) هي إدارة في نيكاراغوا، عاصمتها تشينانديغا، وتتطل علي المحيط الهادئ .

## جغرافيا
تقع الإدارة في شمال غرب نيكاراغوا وتبلغ مساحتها 4٬822٫42 كيلومتر مربع.

### الموفع
يحدها الإدارات التالية
- إدارة إستيلي
- إدارة ليون
- إدارة مدريز

## ديموغرافيا
يبلغ عدد سكانها 423٬062 نسمة (2012) وتبلغ الكثافة السكانية 87.7 نسمة_ كم2 .